# Liolaemus atacamensis
Liolaemus atacamensis (lagartija de los árboles de Atacama) es una especie de lagarto de la familia Iguanidae. Es endémico de Chile, con presencia observada en la ecorregión del matorral chileno.

## Distribución
Se encuentra en Chile

## Eponimia
Su nombre de especie, que consiste en atacam[a] y el sufijo latino -ensis, "que vive" fue dada en referencia al lugar de su descubrimiento, la región de Atacama, en el noreste de Copiapó.

## Sinónimos
- Liolaemus nigromaculatus atacamensis MÜLLER & HELLMICH 1933: 129
- Liolaemus nigromaculatus atacamensis — PETERS & DONOSO-BARROS 1970: 189
- Liolaemus atacamensis — SIMONETTI & NÚÑEZ 1986